# Rudolf Christian Dümmatzen
Rudolf Christian Dümmatzen (* 7. November 1835 in Hamburg; † 7. März 1907 in Hamburg) war ein deutscher Weinhändler und Politiker.

## Leben
Dümmatzen gehörte von 1873 bis 1907 der Hamburgischen Bürgerschaft an.  Er war Mitglied der "Fraktion der Linken".